# جيمس أليوت
جيمس أليوت (بالإنجليزية: James Elliot)‏ هو محامي وسياسي أمريكي، ولد في 18 أغسطس 1775 في الولايات المتحدة، وتوفي في 10 نوفمبر 1839 في نفس البلد. حزبياً، نشط في الحزب الجمهوري الديمقراطي. وقد انتخب عضو مجلس نواب فيرمونت وانتخب عضو مجلس النواب الأمريكي.